# جبی‌شاه دلاور
جبی‌شاه دلاور (به انگلیسی: Jabbi Shah Dilawar) یک منطقهٔ مسکونی در پاکستان است که در ناحیه چکوال واقع شده‌است.